# Back In The U.S.S.R.
«Back in the U.S.S.R.» és una cançó de The Beatles escrita per Paul McCartney (però acreditada a Lennon-McCartney) que obre l'àlbum doble The Beatles, conegut com The White Album ("L'Àlbum Blanc", degut a la seva portada), de 1968. A part, va ser llançada per Parlophone com a senzill al Regne Unit l'any 1976 per a l'àlbum recopilatori Rock 'n' Roll Music, sent «Twist and Shout» el seu costat B.

## Composició
La cançó descriu un mal vol des dels Estats Units a la Unió Soviètica a bord d'un avió britànic BOAC, i fa esment a la bellesa de la dona soviètica, el so de les balalaiques, i el plaer de tornar al propi país.
La cançó és en part un tribut al tema de Chuck Berry «Back in the U.S.A.» i a «California Girls» dels Beach Boys, i també conté un joc de paraules sobre «Georgia on My Mind» de Hoagy Carmichael. McCartney canta sobre la República Soviètica de Geòrgia, mentre que «Georgia on My Mind» parla sobre l'estat de Geòrgia dels Estats Units, o d'una dona anomenada Geòrgia. McCartney pensa que quan va escoltar una cançó dels Beach Boys, que sonava com Califòrnia, va decidir fer una que sonés com l'U.R.S.S.
La cançó va causar commoció en la dreta estatunidenca i als sectors anticomunistes (com la John Birch Society, que la va considerar una forma de recolzar a la Unió Soviètica, principal rival dels Estats Units en el plànol internacional). Igual que succeiria amb altres temes del mateix àlbum com «Revolution 1» o «Piggies», el conservadorisme estatunidenc va reaccionar immediatament, acusant als Beatles de fer propaganda esquerrana, reacció a la qual es van unir també sectors del moviment nova esquerra i de l'extrema dreta, acusant la banda de pro-soviètica. La posterior confessió de McCartney sobre el seu consum d'LSD, sumat al "som més populars que Jesús" de Lennon el 1966, que va irritar als sectors cristians estatunidencs; van fer que els Beatles fossin l'objectiu principal d'una campanya anti-rock.

## Problemes a la banda
Els problemes a la banda es feien evidents quan el 22 d'agost de 1968 Ringo Starr presentà la seva renúncia. «Back in the U.S.S.R.» i «Dear Prudence» van ser les primeres cançons sense Ringo. A aquestes cançons, va ser McCartney qui va tocar la bateria.
Starr va tornar el 4 de setembre per gravar els videos promocionals de «Hey Jude» i «Revolution 1». El seu primer enregistrament després de la seva fugaç renúncia va ser l'endemà, durant les sessions de «While My Guitar Gently Weeps».

## Personal
- Paul McCartney: Veu principal, cors, piano (Hamburg Steinway Baby Grand), bateria (Ludwig Super Classic), guitarra principal (Epiphone Casino) baix elèctric (Rickenbacker 4001s), aplaudiments, percussió.
- John Lennon: Cors, guitarra rítmica (Epiphone Casino), guitarra baríton (Fender Bass VI), aplaudiments.
- George Harrison: Cors, guitarra principal/rítmica (Gibson Les Paul Standard "Lucy"), baix elèctric (Fender Jazz Bass), bateria (Ludwig Super Classic), aplaudiments, pandereta.

Personal segons Ian MacDonald i Mark Lewisohn.